# Italia ai campionati del mondo di atletica leggera 2011
La squadra italiana ai campionati del mondo di atletica leggera 2011, disputati a Taegu dal 27 agosto al 4 settembre, è stata composta da 33 atleti (17 uomini e 16 donne). Il direttore tecnico della nazionale è stato Francesco Uguagliati.
La squadra ha conquistato due medaglie di bronzo e si è classificata 33ª nel medagliere, mentre nella classifica dei finalisti si è piazzata 17ª con 22 punti.

## Uomini
| Specialità          | Atleta                                                                                                   | Turno     | Risultato | Prestazione | Note                                     |
| ------------------- | --- | --------- | --------- | ----------- | ---------------------------------------- |
| 5 000 m             | Daniele Meucci                                                                                           | Batteria  | q         | 13'39"90    |                                          |
| 5 000 m             | Daniele Meucci                                                                                           | Finale    | 10º       | 13'29"11    |                                          |
| 10 000 m            | Daniele Meucci                                                                                           | Finale    | 12º       | 28'50"28    |                                          |
| 110 m ostacoli      | Emanuele Abate                                                                                           | Batteria  | Eliminato | 13"63       |                                          |
| Maratona            | Ruggero Pertile                                                                                          | Finale    | 7º        | 2h11'57"    |                                          |
| Marcia 20 km        | Alex Schwazer                                                                                            | Finale    | 7º        | 1h21'50"    | Miglior prestazione personale stagionale |
| Marcia 20 km        | Giorgio Rubino                                                                                           | Finale    | dq        |             | [ 2 ]                                    |
| Marcia 50 km        | Marco De Luca                                                                                            | Finale    | 11º       | 3h49'40"    | Miglior prestazione personale stagionale |
| Marcia 50 km        | Jean-Jacques Nkouloukidi                                                                                 | Finale    | 15º       | 3h52'35"    | Miglior prestazione personale            |
| Salto in alto       | Silvano Chesani                                                                                          | Qualifica | Eliminato | 2,25 m      |                                          |
| Salto triplo        | Fabrizio Donato                                                                                          | Qualifica | q         | 16,88 m     |                                          |
| Salto triplo        | Fabrizio Donato                                                                                          | Finale    | 10º       | 16,77 m     |                                          |
| Salto triplo        | Fabrizio Schembri                                                                                        | Qualifica | Eliminato | 16,71 m     |                                          |
| Lancio del martello | Nicola Vizzoni                                                                                           | Qualifica | q         | 76,74 m     |                                          |
| Lancio del martello | Nicola Vizzoni                                                                                           | Finale    | 8º        | 77,04 m     |                                          |
| Staffetta 4×100 m   | Michael Tumi Simone Collio Emanuele Di Gregorio Fabio Cerutti (Riserve: Matteo Galvan Jacques Riparelli) | Batteria  | q         | 38"41       | Miglior prestazione personale stagionale |
| Staffetta 4×100 m   | Michael Tumi Simone Collio Emanuele Di Gregorio Fabio Cerutti (Riserve: Matteo Galvan Jacques Riparelli) | Finale    | 5ª        | 38"96       |                                          |

## Donne
| Specialità             | Atleta                                                                                                   | Turno      | Risultato | Prestazione | Note                                     |
| ---------------------- | --- | ---------- | --------- | ----------- | ---------------------------------------- |
| 400 m                  | Marta Milani                                                                                             | Batteria   | Q         | 51"94       | Miglior prestazione personale stagionale |
| 400 m                  | Marta Milani                                                                                             | Semifinale | Eliminata | 51"86       | Miglior prestazione personale            |
| 100 m ostacoli         | Marzia Caravelli                                                                                         | Batteria   | Eliminata | 13"29       |                                          |
| 400 m ostacoli         | Manuela Gentili                                                                                          | Batteria   | Eliminata | 56"71       |                                          |
| Marcia 20 km           | Elisa Rigaudo                                                                                            | Finale     | Bronzo    | 1h30'44"    | Miglior prestazione personale stagionale |
| Salto in alto          | Antonietta Di Martino                                                                                    | Qualifica  | Q         | 1,95 m      |                                          |
| Salto in alto          | Antonietta Di Martino                                                                                    | Finale     | Bronzo    | 2,00 m      |                                          |
| Salto in alto          | Raffaella Lamera                                                                                         | Qualifica  | Eliminata | 1,85 m      |                                          |
| Salto con l'asta       | Anna Giordano Bruno                                                                                      | Qualifica  | Eliminata | 4,40 m      |                                          |
| Salto triplo           | Simona La Mantia                                                                                         | Qualifica  | Eliminata | 14,06 m     |                                          |
| Getto del peso         | Chiara Rosa                                                                                              | Qualifica  | Eliminata | 18,28 m     |                                          |
| Lancio del martello    | Silvia Salis                                                                                             | Qualifica  | q         | 69,82 m     |                                          |
| Lancio del martello    | Silvia Salis                                                                                             | Finale     | 8ª        | 69,88 m     |                                          |
| Lancio del giavellotto | Zahra Bani                                                                                               | Qualifica  | Eliminata | 58,92 m     |                                          |
| Eptathlon              | Francesca Doveri                                                                                         |            | 21ª       | 5786 p.     |                                          |
| Staffetta 4×400 m      | Chiara Bazzoni Maria Enrica Spacca Libania Grenot Marta Milani (Riserve: Elena Bonfanti Manuela Gentili) | Batteria   | Eliminata | 3'26"48     | [ 3 ]                                    |